# بلاسيبو (فرقة موسيقية)
بلاسيبو (بالإنجليزية: Placebo)‏ هي فرقة روك بديل بريطانية تكونت في لندن سنة 1994 بواسطة المغني وعازف القيتار بريان مولكو وعازف القيتار ستيفين أولسدال. سرعان ما أنضمّ للفرقة الطبال روبرت شولتزبيرج، الذي تم إستبداله في 1996 بستيف هيويت. وفي سنة 2007 ترك هيويت الفرقة وأستبدل بستيف فورست في 2008 الذي غادرها في 2015.
من المعروف عن بلاسيبو الصورة والمحتوى الموسيقي الزنمردي. حتى الآن، أطلقت الفرقة 7 ألبومات إستديو كل منها وصلت لأعلى 20 إصدار في ألبوم إستوديو، وقد بيع حوالي 11 مليون تسجيل منها حول العالم.

## التأثير
فرقة بلاسيبو يستشهد أن لها تأثير على فرق ماي كيميكال رومانس، بانيك! آت ذا ديسكو، أي إف آي، وفرقة إيدن.

## الألبومات
- بلاسيبو (1996)
- ويذ اوت يو آيم ناثينغ (1998)
- بلاك ماركيت ميوزك (2000)
- سليبينغ ويذ غوستس (2003)
- مدس (2006)
- باتل فور ذا سن (2009)
- لاود لايك لوف (2013)

## روابط خارجية
- بلاسيبو على موقع IMDb (الإنجليزية)
- بلاسيبو على موقع ميوزك برينز (الإنجليزية)
- بلاسيبو على موقع رولينغ ستون (الإنجليزية)
- بلاسيبو على موقع أول ميوزيك (الإنجليزية)
- بلاسيبو على موقع ديسكوغز (الإنجليزية)

## روابط إضافية
- الموقع الرسمي

## روابط خارجية
- بلاسيبو على موقع IMDb (الإنجليزية)
- بلاسيبو على موقع ميوزك برينز (الإنجليزية)
- بلاسيبو على موقع رولينغ ستون (الإنجليزية)
- بلاسيبو على موقع أول ميوزيك (الإنجليزية)
- بلاسيبو على موقع ديسكوغز (الإنجليزية)